# Nam Yoon-su
Đây là một tên người Triều Tiên, họ là Nam.
Nam Yoon-su (tiếng Hàn: 남윤수; sinh ngày 14 tháng 7 năm 1997) là nam diễn viên và người mẫu người Hàn Quốc. Anh đã xuất hiện trong bộ phim truyền hình gốc của Netflix Hoạt động ngoại khóa, Birthcare Center của tvN, Beyond Evil của JTBC và Luyến mộ của KBS.

## Tiểu sử

### Giáo dục
- Trường Trung học Nghệ thuật Hanlim (한림연예예술고등학교), Khoa Người mẫu thời trang – Đã tốt nghiệp
- Đại học Văn hóa Nghệ thuật Kỹ thuật số Seoul (디지털서울문화예술대학교), Khoa Người mẫu – Sinh viên

## Danh sách phim

### Phim
| Năm  | Nhan đề            | Vai diễn | Ghi chú              | Ng.         |
| ---- | ------------------ | -------- | -------------------- | ----------- |
| 2020 | Live Your Strength | Tae Min  | Vai chính, phim ngắn | [ 2 ] [ 3 ] |
| 2023 | Tri kỷ             | Ki-hoon  | Vai phụ              | [ 4 ]       |

### Phim truyền hình
| Năm  | Nhan đề          | Kênh        | Vai diễn       | Ghi chú   | Ng.         |
| ---- | ---------------- | ----------- | -------------- | --------- | ----------- |
| 2018 | 4 Kinds of House | MBC Every 1 | Joon-ha        | Vai chính | [ 5 ]       |
| 2020 | Tập tành làm mẹ  | tvN         | Ha Gyeong-hoon | Vai phụ   | [ 6 ]       |
| 2021 | Vượt ra tội ác   | JTBC        | Oh Ji-hoon     | Vai phụ   | [ 7 ] [ 8 ] |
| 2021 | Luyến mộ         | KBS2        | Lee Hyun       | Vai chính | [ 9 ]       |
| 2022 | Webtoon đời tôi  | SBS TV      | Gu Jun-young   | Vai chính | [ 10 ]      |

### Phim chiếu mạng
| Năm  | Nhan đề                                   | Nền tảng | Vai diễn       | Ghi chú                  | Ng.    |
| ---- | ----------------------------------------- | -------- | -------------- | ------------------------ | ------ |
| 2018 | Want More 19                              | Naver TV | Lee Gyeom      | Vai chính                | [ 11 ] |
| 2019 | Re-Feel                                   | Naver TV | Lee Gyeom      | Cameo (tập 2)            | [ 12 ] |
| 2019 | I'm Not A Robot                           | Naver TV | Jung Sung-yoon | Vai chính                | [ 13 ] |
| 2020 | The Temperature Of Language: Our Nineteen | YouTube  | Lee Chan-sol   | Vai chính, tvN D Channel | [ 14 ] |
| 2020 | Hoạt động ngoại khóa (Extracurricular)    | Netflix  | Kwak Ki-tae    | Vai chính                |        |
| TBA  | Borrowed Body                             | Kakao TV | Lee Sang-yoo   | Vai chính                | [ 15 ] |

## Giải thưởng và đề cử
| Năm  | Lễ trao giải                                                           | Hạng mục                                      | (Những) Người / Tác phẩm được đề cử | Kết quả   | Ng.                  |
| ---- | ---------------------------------------------------------------------- | --------------------------------------------- | ----------------------------------- | --------- | -------------------- |
| 2021 | Giải thưởng nghệ thuật Baeksang lần thứ 57 (57th Baeksang Arts Awards) | Nam diễn viên mới xuất sắc nhất – Truyền hình | Hoạt động ngoại khóa                | Đề cử     | [ 16 ] [ 17 ] [ 18 ] |
| 2021 | Giải thưởng Thương hiệu của năm (Brand of the Year Awards)             | Nam diễn viên mới xuất sắc nhất               | Nam Yoon-su                         | Đề cử     |                      |
| 2021 | Giải thưởng Người mẫu châu Á (Asia Model Awards)                       | Giải thưởng Ngôi sao người mẫu                | Luyến mộ                            | Đoạt giải | [ 19 ]               |
| 2021 | Giải thưởng phim truyền hình KBS lần thứ 35 (35th KBS Drama Awards)    | Nam diễn viên mới xuất sắc nhất               | Luyến mộ                            | Đề cử     | [ 20 ]               |